# Kansasterritoriet
Kansasterritoriet (engelska: Kansas Territory) var ett amerikanskt territorium som fanns från 30 maj 1854 till 29 januari 1861, varefter det omvandlades till den amerikanska delstaten Kansas. och Nebraskaterritoriet
Territoriet utökades från Missourigränsen till väster om Klippiga bergen. Stora delar av de östra regionerna kom senare att uppgå i delstaten Kansas. Den 28 februari 1861 skapades Coloradoterritoriet ur de västra delarna av det tidigare Kansasterritoriet, som senare kom att ingå i den nuvarande delstaten Colorado.

### Fotnoter
1. ↑  ”Kansas” (på engelska). World Statesmen. http://www.worldstatesmen.org/US_states_F-K.html#Kansas. Läst 20 juli 2015.
2. ↑  ”Nebraska” (på engelska). World Statesmen. http://www.worldstatesmen.org/US_states_N.html#Nebraska. Läst 20 juli 2015.